# Coupe d'Afrique des vainqueurs de coupe de football 1988
Navigation
Édition précédente Édition suivante
La Coupe d'Afrique des vainqueurs de coupe de football 1988 est la quatorzième édition de la Coupe d'Afrique des vainqueurs de coupe. 
Cette compétition qui oppose les vainqueurs des Coupes nationales voit le sacre du CA Bizerte de Tunisie, dans une finale qui se joue en deux matchs face aux Nigérians de Ranchers Bees. Il s'agit du tout premier titre pour le CA Bizerte dans cette compétition et de la deuxième finale consécutive pour les clubs tunisiens, après la défaite de l'ES Tunis la saison précédente.

## Tour préliminaire
| Équipe 1                 | Résultat        | Équipe 2                     | Aller | Retour |
| ------------------------ | --------------- | ---------------------------- | ----- | ------ |
| Matlama FC               | 2 – 5           | Clube de Desportos Maxaquene | 2 – 1 | 0 – 4  |
| Mukura Victory Sports FC | 5 – 4           | Mbabane Highlanders          | 5 – 1 | 0 – 3  |
| AS Sigui Kayes           | 0 – 0 3 – 4 tab | Real Republicans             | 0 – 0 | 0 – 0  |
| Wallidan FC              | 3 – 0           | ASC Douanes                  | 3 – 0 | -      |

## Premier tour
| Équipe 1                     | Résultat        | Équipe 2                         | Aller | Retour |
| ---------------------------- | --------------- | -------------------------------- | ----- | ------ |
| ASC Bouaké                   | -               | AS Dragons FC de l'Ouémé forfait | -     | -      |
| ASFAG Conakry                | -               | Heart of Oak forfait             | -     | -      |
| AFC Leopards                 | 5 – 1           | CAPS United                      | 1 – 1 | 4 – 0  |
| Atlético Malabo              | 3 – 6           | Diamant Yaoundé                  | 3 – 1 | 0 – 5  |
| BTM Antananarivo             | 3 – 1           | Miembeni SC                      | 3 –1  | 0 – 0  |
| CA Bizerte                   | 1 – 1 6 – 5 tab | USM El Harrach                   | 0 – 1 | 1 – 0  |
| Horsed FC                    | 1e – 1          | Al-Mourada SC                    | 0 – 0 | 1 – 1  |
| ASC Jeanne d'Arc             | 5 – 1           | ASKO Kara                        | 3 – 0 | 2 – 1  |
| Kampala City Council         | 0 – 2           | AS Kalamu                        | 0 – 1 | 0 – 1  |
| Clube de Desportos Maxaquene | 1 – 4           | Power Dynamos FC                 | 1 – 3 | 0 – 1  |
| USM Libreville               | 1 – 1           | Inter Club                       | 1 – 1 | 0 – 0  |
| Mukura Victory Sports FC     | 0 – 2           | Gor Mahia'T'                     | 0 – 1 | 0 – 1  |
| Muzinga FC                   | 1 – 2           | Ferroviario Lubango              | 0 – 1 | 1 – 1  |
| Ranchers Bees                | 5 – 2           | Mighty Barrolle                  | 4 – 1 | 1 – 1  |
| Real Republicans FC          | -               | Al Medina Tripoli forfait        | -     | -      |
| Wallidan FC                  | -               | Kawkab de Marrakech forfait      | -     | -      |

## Huitièmes de finale
| Équipe 1            | Résultat | Équipe 2            | Aller | Retour |
| ------------------- | -------- | ------------------- | ----- | ------ |
| Horsed FC           | 0 – 9    | CA Bizerte          | 0 – 2 | 0 – 7  |
| AFC Leopards        | 4 – 3    | AS Kalamu           | 4 – 1 | 0 – 2  |
| ASC Jeanne d'Arc    | 2 – 4    | Diamant Yaoundé     | 1 –2  | 1 – 2  |
| 'Gor MahiaT'        | 3 – 1    | BTM Antananarivo    | 2 – 1 | 1 – 0  |
| Ranchers Bees       | 2 – 1    | ASFAG Conakry       | 1 – 0 | 1 – 1  |
| Power Dynamos FC    | 3 – 5    | Ferroviario Lubango | 1 – 0 | 2 – 5  |
| Real Republicans FC | 0 – 1    | Wallidan FC         | 0 – 0 | 0 – 1  |
| Inter Club          | 2 – 1    | ASC Bouaké          | 1 – 0 | 1 – 1  |

## Quarts de finale
| Équipe 1            | Résultat        | Équipe 2            | Aller | Retour |
| ------------------- | --------------- | ------------------- | ----- | ------ |
| AFC Leopards        | 1 – 1 4 – 5 tab | Diamant Yaoundé     | 1 – 0 | 0 – 1  |
| Ferroviario Lubango | 3 – 5           | Ranchers Bees       | 1 – 1 | 2 – 4  |
| Gor MahiaT          | 3 – 5           | Inter Club          | 2 – 1 | 1 – 4  |
| CA Bizerte          | -               | Wallidan FC forfait | -     | -      |

## Demi-finales
| Équipe 1        | Résultat | Équipe 2      | Aller | Retour |
| --------------- | -------- | ------------- | ----- | ------ |
| Diamant Yaoundé | 1 – 3    | CA Bizerte    | 1 – 0 | 0 – 3  |
| Inter Club      | 1 – 2    | Ranchers Bees | 1 – 0 | 0 – 2  |

## Finale
| Équipe 1      | Résultat | Équipe 2   | Aller | Retour |
| ------------- | -------- | ---------- | ----- | ------ |
| Ranchers Bees | 0 – 1    | CA Bizerte | 0 – 0 | 0 – 1  |

## Vainqueur
| Coupe d'Afrique des vainqueurs de coupe Vainqueur 1988 |
| ------------------------------------------------------ |
| CA Bizerte Premier titre                               |